# Youval Yariv
Youval Yariv (* 10. April 1942 im Kibbuz Dafna) ist ein israelischer Künstler, der seit 1981 in Düsseldorf lebt.

## Leben und Werk
Youval Yariv wurde am 10. April 1942 im Kibbuz Dafna geboren. 1963 zog er nach London, wo er am Morley College und an der Central School of Art and Design Kunst studierte. Später wechselte er dazu an die Académie des Beaux-Arts in Brüssel.
1973 kehrte er vom Studium aus London und Brüssel nach Tel Aviv zurück. Aus politischen und poetischen Reflexionen der Identitätskrise der israelischen Gesellschaft entstanden die Arbeiten The White Terror, die sich mit Macht und Ohnmacht des Individuums beschäftigen und 1976 in der Galerie Julie M. in Tel Aviv gezeigt wurden. Amnon Barzel war dort der Kurator der Ausstellung.
1977 folgte die Ausstellung Pictures from Israeli Dream und 1979 die Ausstellung Röntgen Bilder in Hakoma Hashlishit, Jaffa. Mit seinen Arbeiten dort reflektierte Yariv über die kollektive Existenzfrage und die Anonymität des Schmerzes. Dabei stellte er die Frage, inwieweit Kunst gegen die Radikalisierung der Gesellschaft Einfluss nehmen kann.
1981 zog Yariv nach Düsseldorf. Als Israeli zum ersten Mal in Deutschland, entstanden aus seinen Eindrücken und ironischer Betrachtung des Karnevals im Rheinland die Arbeiten Karneval in Düsseldorf. Zwei dieser großformatigen Arbeiten befinden sich in der Sammlung Stadtmuseum Düsseldorf.

## Hommage à Dinah Gottlieb
Als Yariv in Deutschland zum ersten Mal von Dinah Babbitt hörte, war er wie vom Blitz getroffen. So entstand zwischen 1985 und 1995 der großformatige Zyklus Hommage à Dinah Gottlieb – Der Künstler auf seinem Weg zur Arbeit. Dinah Gottlieb überlebte Auschwitz, indem sie gezwungenermaßen für Josef Mengele Porträts jener Menschen schuf, die Mengele für seine pseudo-wissenschaftlichen Experimente an Menschen (ver)brauchte. Später immigrierte Dinah Gottlieb in die USA, wo sie in Hollywood bei Walt Disney arbeitete. Die Odyssee Dinah Gottliebs von der Todesfabrik von Auschwitz zu der Traumfabrik von Hollywood erschien Yariv als parallele Metapher der Extreme unserer Zeit.
Ein Teil des Zyklus heißt Zeitgeist – Gaszeit und beschäftigt sich mit der Analogie zwischen einem Holocaust von Mensch und Natur einerseits und der Gleichgültigkeit damals und heute gegenüber Mensch und Natur andererseits. Der ganze Zyklus besteht aus drei Säulen: Der Künstler auf seinem Weg zur Arbeit, Zeitgeist–Gaszeit und Alles fließt, wo mehr und mehr Strichlisten zum Vorschein kommen. Die Strichlisten symbolisieren eine Art primitive Datensammlung, indem die Würde des Menschen zu einem Strich reduziert wurde.

Der Gesamtzyklus wurde schließlich 1995 unter dem Titel Alles fließt – Hommage à Dinah Gottlieb im Kunstpalast Düsseldorf gezeigt. Kurator der Ausstellung war Stephan von Wiese in Zusammenarbeit mit Manfred Schneckenburger. In seinem Text Van Gogh in Auschwitz schrieb Manfred Schneckenburger: 
„Markieren Yarivs Bilder, völlig unpolemisch, ja unbeabsichtigt, eine künstlerische Gegenposition zur Historisierung des Holocaust? Einen Versuch, Holocaust und die Utopie des Überlebens, Totentanz und Epiphanie, jenseits aller geschichtlichen Relativierungen, in einer individuellen Mythologie zu vereinen? … Diese Bilder schlagen einen geradezu epischen Bogen über eine traumatische Vergangenheit und eine gefährdete Gegenwart“.

## Rauch des Orakels
Zwischen 2008 und 2016 entstand eine Reihe von großformatigen Bildern, die Rauch des Orakels heißt und in denen in einer symbolisch-poetischen Sprache die Ausbeutung und der Missbrauch von Umwelt und Mensch in unserer Zeit gezeigt wird. Diese Reihe beinhaltet Bilder wie Kultpult, Erde-Protokoll und Talking about Peace. Die ungeheure Macht des Mikrofons kommt in dieser Reihe zum Vorschein. Die gesichtslosen Rednerpulte sind leer und anonym. Diese Reihe ist das unmittelbar letzte Glied in der Kette vor Je suis Européen.

## Je suis Européen
Zwischen 2016 und 2019 entstand die Reihe Je suis Européen, die sich mit dem menschlichen Drama und der Macht der Rhetorik in Zeiten von Fake-News, Intoleranz und fragwürdigen Deutungen über die „Wahrheit“ auseinandersetzt. Den „unruhigen Zeiten in Europa“ setzt Yariv seine Deutungen der gesellschaftlichen und politischen Realität künstlerisch gegenüber. Seine Reihe beinhaltet Porträts von „Ikonen der Europäischen Kultur“ wie Heinrich Heine, Franz Kafka, Ephraim Lessing, Giuseppe Verdi, Friedrich Schiller, Emile Zola, Heinrich Böll, Theodor Adorno, Hannah Arendt, René Descartes, Baruch Spinoza und Immanuel Kant „gegenüber einem anonymen Mikrofon, als würden sie reflektieren über die Krisen unserer Zeit“.